# ديف غودرو
ديف غودرو هو سياسي كندي، (و. م). نشط حزبياً في New Democratic Party of Manitoba ‏.

## وصلات خارجية
- الموقع الرسمي